# Claes-Göran Isacson
Claes-Göran Olof Isacson, född 10 april 1928 i Göteborg, död 14 maj 2020 i samma stad, var en svensk reklamman och historisk författare.
Efter studentexamen 1947 blev Isacson filosofie kandidat vid Uppsala universitet 1951. Han var därefter direktör och innehavare av Oscar Isacsons tryckeri AB, Företagsreklam AB och C G Isacson PR-byrå AB. Han har varit ledamot av Svenska försäljnings- och reklamförbundets styrelse, fullmäktige, arbetsutskott och valnämnd, ordförande i Göteborgs försäljnings- och reklamförening och The Gothenburg Chapter of the International Advertising Association.